# Феминистская антропология
Фемини́стская антрополо́гия — междисциплинарный подход к изучению антропологии (археологический, биологический, культурный, лингвистический), направленный на преобразование существующих исследований, социальных практик, а также выработку научных знаний с учётом феминисткой теории. Понятие включает в себя различные исследовательские позиции, полученное на основе этнографического материала представление о культурной сконструированности гендерного неравенства, а также теории и методы анализа кросс-культурной вариативности гендерных отношений.

## История
Выделяют следующие исторические этапы становления феминистской антропологии: «антропология женщин», «антропология гендера» и, наконец, появление феминистской антропологии как таковой.
Истоки, предшествующие феминистской антропологии как субдисциплине, обнаруживаются уже в конце XIX века. Эрминни А. Смит, Элис Каннингем Флетчер, Матильда Кокс Стивенсон, Фрэнсис Дэнсмор — многие из этих женщин являлись антропологами-самоучками, однако, их научное наследие было утеряно в связи с «профессионализацией» науки на рубеже XIX и XX веков. Заметную роль в среде женщин-антропологов на раннем этапе играли супруги «профессиональных» антропологов, некоторые из них оказывали помощь в переводе и переписывании научных работ. Марджери Вольф, автор этнографии «Дом семейства Лим», основываясь на полученных знаниях в ходе поездки со своим мужем в северную Тайвань для проведения его собственных исследований, написала работу по мотивам путешествия. В то время как Маргарет Мид и Рут Бенедикт сыграли немаловажную роль в становлении феминистской антропологии, женщины-антропологи различных рас и этнической принадлежности также внесли немалый вклад в развитие дисциплины. Хортенс Паудермейкер, современница Маргарет Мид, провела ряд исследований в нетипичных для того времени условиях и по ряду нетрадиционных для антропологической науки вопросов: воспроизводство потомства и женщины в Меланезии (Паудермэйкер 1933), гендер и производство в Голливуде (1950), класс-гендер-раса в Центральной Африке сквозь призму интерсекциональности (Паудермэйкер 1962). Также, Зора Ниэл Херстон, студентка Франца Боаса, экспериментировала с формами повествования, выходя за рамки «объективной этнографии», что считалось в то время псевдонаучным трудом. Другие афроамериканки также делали попытки совмещения этнографии и творчества, в частности Кэтрин Данэм и Перл Примус, обе из которых в 1940-х годах изучали танцевальное искусство. Также ключевыми для последующего распространения феминистской антропологии в других областях, помимо культурной антропологии, были физический антрополог Кэролайн Бонд Дэй и археолог Мэри Лики.
Антропология женщин была представлена в книге Пегги Голд «Женщины в профессии», а также работе «Женщины, культура и общество» под редакцией Мишель Розалдо (Michelle Rosaldo) и Луиз Ламфер (Louise Lamphere) в 1974 году. Как утверждала Голд, мужчины-антропологи редко имели возможность изучения женщин в племенах и обществах из-за потенциальной сексуальной угрозы, которую они представляли по отношению к последним. Как следствие, получались истории о женщинах, рассказанные от лица мужчин. Второй этап развития антропологии женщин связывается с заимствованием идей из произведения Энгельса «Происхождение семьи, частной собственности и государства», где указывалось, что неравенство положения мужчин и женщин в обществе существовало не всегда и возникло в результате укрепления капитализма как модели производства, а угнетение женщин осуществлялось мужчинами в поддержку капиталистической системы.
В результате предложенного в работе Гейл Рубин «Обмен женщинами» (1975) термина «пологендерная система», антропология женщины была преобразована в антропологию гендера. Гендер, по мнению Гейл, представляет собой систему смыслов и отношений, связанных с биологическим полом, но не тождественных ему. Женщины не являются универсальным сообществом или самоочевидной категорией.
В настоящее время феминистская антропология вышла за пределы антропологии гендера, включив в себя изучение женского тела, находящегося под воздействием культурных, медицинских, экономических и других влияний.

## Феминистская археология
Феминистская археология появилась на рубеже 1970-х и 1980 х годов. Работа Маргарет Конки и Джанет Спектор «Археология и изучение гендера» вбирала в себя основные тезисы феминистской критики дисциплины в то время: археологи перекладывали современные западные гендерные нормы на общества прошлого; например, в разделении труда по половому признаку. Сама дисциплина основывалась на мужских нормах и ценностях. Женщины выполняли исключительно лабораторные исследования и не участвовали в полевых исследованиях, дисциплина представлялась как «брутальная, исключительно мужская и ковбойская наука».
В недавнем времени, феминистки в археологии стали заявлять о проблеме сексуальных домогательств в условиях полевой работы. Было выявлено, что 19 % женщин подвергалось сексуальному насилию в период полевых исследований, а 59 % антропологов — мужчин и женщин — подвергались сексуальным домогательствам.

## Критика
Феминистская антропология с момента её появления подвергалась критике по ряду причин. Критика исходила от антропологов, принадлежавших этническим меньшинствам. Они критиковали антропологов — белых женщин среднего класса, научная деятельность которых сводилась, по существу, к гендерным исследованиям. Они утверждали, что в область исследования не включалось изучение социального неравенства, проистекавшего из таких проблем, как расизм и неравномерное распределение благ. Эта критика привела к повышению осведомлённости о существующих проблемах среди феминистских антропологов — белых представителей среднего класса, а также появлению большого количества антропологов — представителей меньшинств.
Кроме того, феминистские антропологи обвинялись в воспроизведении ситуации, которая изначально критиковалась ими. Субдисциплина выросла из критики андроцентричной предвзятости, ввиду изучения мужчинами-антропологами информантов-мужчин. Однако часто феминистская антропология дублировала вышеизложенную модель в зеркальном виде: женщины изучали женщин. В свою очередь феминистская антропология отреагировала на эту критику путём сосредоточения внимания не на женщине, а гендере как таковом, удаляясь от «антропологии женщины».
Наконец, феминистская антропология всегда была тесно связана с феминистским движением, что в свою очередь привело к политизации дисциплины. Такое положение дел приводит к ряду проблем: во-первых, дух радикализма отталкивает многих от дисциплины. Во-вторых, такая политизация приводит к сомнениям в беспристрастности проводимых исследований.